# Alexander S. Kechris
Alexander Sotirios Kechris (* 1946) ist ein griechischstämmiger US-amerikanischer mathematischer Logiker.

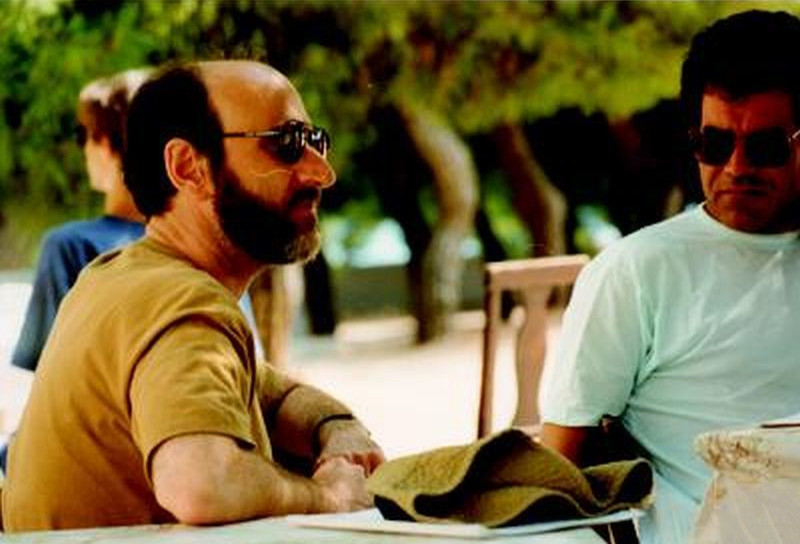
Alexander Kechris (links) 1992

Kechris studierte an der Technischen Universität in Athen, wo er 1969 in Maschinenbau und Elektrotechnik diplomierte. Danach studierte er Mathematik an der University of California, Los Angeles bei Yiannis N. Moschovakis (Projective Ordinals and countable analytic sets). 1972 war er Moore-Instructor am Massachusetts Institute of Technology. Derzeit ist er Professor am California Institute of Technology. 1978 erhielt er ein Forschungsstipendium der Alfred P. Sloan Foundation (Sloan Research Fellowship).
Kechris beschäftigt sich vor allem mit deskriptiver Mengenlehre sowie mit Anwendungen dynamischer Systeme (Ergodentheorie, topologische Dynamik) und der Analysis, beispielsweise der Eindeutigkeit von Fourierreihen. 
1998 war er Gödel-Lecturer. 2003 erhielt er zusammen mit Gregory Hjorth den Karp-Preis für die gemeinsame Arbeit über Borel-Äquivalenzrelationen und speziell Anwendungen in der Theorie der Turbulenz und über abzählbare Borel-Äquivalenzrelationen. 2004 hielt er die Ehrung Tarski Lectures. 1986 war er Invited Speaker auf dem Internationalen Mathematikerkongress in Berkeley (The complexity of antidifferentiation, Denjoy totalization and hyperarithmetic reals). Er ist Fellow der American Mathematical Society. 

## Schriften
- Global aspects of ergodic group actions (= Mathematical Surveys and Monographs. 160). American Mathematical Society, Providence RI 2010, ISBN 978-0-8218-4894-4.
- mit Greg Hjorth: Rigidity theorems for actions of product groups and countable borel equivalence relations (= Memoirs of the American Mathematical Society. Band 177, Nr. 1 = Nr. 833). American Mathematical Society, Providence RI 2005, ISBN 0-8218-3771-0.
- mit Benjamin D. Miller: Topics in Orbit Equivalence (= Lecture Notes in Mathematics. 1852). Springer, Berlin u. a. 2004, ISBN 3-540-22603-6.
- mit Su Gao: On the classification of Polish metric spaces up to isometry (= Memoirs of the American Mathematical Society. Band 161, Nr. 3 = Nr. 766). American Mathematical Society, Providence RI 2003, ISBN 0-8218-3190-9.
- mit Howard Becker: The descriptive set theory of Polish group actions (= London Mathematical Society. Lecture Note Series. 232). Cambridge University Press, Cambridge u. a. 1996, ISBN 0-521-57605-9.
- Classical Descriptive Set Theory (= Graduate Texts in Mathematics. 156). Springer, New York NY u. a. 1994, ISBN 0-387-94374-9.
- mit Alain Louveau: Descriptive set theory and the structure of sets of uniqueness (= London Mathematical Society. Lecture Note Series. 128). Cambridge University Press, Cambridge u. a. 1987, ISBN 0-521-35811-6.